# Andrea Koevska
Andrea Koevska (en macédonien : Андреа Коевска; parfois connue sous son seul prénom Andrea), née le 14 février 2000 à Skopje en Macédoine du Nord, est une chanteuse macédonienne. Elle a été sélectionnée pour représenter la Macédoine du Nord au Concours Eurovision de la chanson 2022, qui se déroulera à Turin en Italie, avec sa chanson Circles.

## Jeunesse
Andrea Koevska naît le 14 février 2000 à Skopje; sa mère est physicienne et son père professeur de droit. À l'âge de cinq ans, sa famille s'installe à New York, dans le quartier d'Harlem, pour un an. C'est à ce moment-là qu'elle commence à s'intéresser à la musique, inspirée par les sonorités soul, jazz et RnB avec lesquelles elle a grandi. Son principal soutien dans sa passion pour la musique provient de son grand-père, décédé alors qu'elle avait neuf ans.

## Carrière

### Débuts
De retour en Macédoine du Nord, Andrea poste sur les réseaux sociaux des covers de chansons célèbres. Elle est alors remarquée par le producteur Aleksandar Masevski, qui travaillera avec elle et l'encouragera à s'inscrire à la Faculté des Arts Musicaux de Skopje,.

En 2020, elle sort son premier single, intitulé I Know, produit par Masevski, qui continuera à produire d'autres de ses singles par la suite.

### 2022: Concours Eurovision de la chanson
Il est annoncé en janvier 2022 qu'Andrea fait partie des six candidats présélectionnés pour Za Evrosong 2022, la sélection nationale macédonienne pour le Concours Eurovision de la chanson 2022, avec sa chanson Circles. Le 4 février, elle sort de justesse gagnante de l'émission, et devient ainsi la représentante macédonienne pour le Concours Eurovision de la chanson 2022.

Andrea participera à la seconde demi-finale, diffusée le jeudi 12 mai 2022, où elle chante en onzième position (sur dix-huit participants). Elle se classa onzième en demi-finale, ce qui ne lui permait pas de participer à la grande finale.

## Discographie

### Singles
- 2020: I Know
- 2020: I Don't Know Your Name
- 2021: Talk to Me
- 2021: Choose My Way
- 2021: Heartbreak
- 2021: Bettin' on You
- 2022: Circles